# París-Roubaix 1904
La 9.ª edición de la carrera ciclista París-Roubaix tuvo lugar el 3 de abril de 1904 y fue ganada por el francés Hippolyte Aucouturier por segundo año consecutivo. La prueba contó con 268 kilómetros, 42 corredores acabaron la prueba.

## Clasificación final
|    | Ciclista              | Equip        | Temps      |
| -- | --------------------- | ------------ | ---------- |
| 1  | Hippolyte Aucouturier | Peugeot      | 8h 15' 00" |
| 2  | César Garin           | La Française | m. t.      |
| 3  | Lucien Pothier        | La Française | + 2' 50"   |
| 4  | Edouard Wattelier     | -            | + 12' 20"  |
| 5  | Léon Georget          | -            | m. t.      |
| 6  | Alois Catteau         | -            | + 15' 40"  |
| 7  | Eugène Christophe     | -            | + 17' 30"  |
| 8  | Paul Trippier         | -            | + 23' 00"  |
| 9  | Emile Pagie           | -            | + 37' 30"  |
| 10 | Julien Lootens        | Cycles JC    | m. t.      |